# 시부카와정
시부카와정(일본어: 渋川町)은 일본 군마현 기타군마군에 설치되었던 정이다. 현재의 시부카와시에 해당한다.

## 참고 문헌
- 角川日本地名大辞典編纂委員会, 『角川日本地名大辞典 10 群馬県』1988, 角川書店